# В глуши
«В глуши́» (англ. Untamed) — американский детективный телесериал. Главные роли в нём исполнили Эрик Бана и Сэм Нилл. Первый сезон вышел на стриминговой платформе Netflix 17 июля 2025 года. 29 июля 2025 года был продлён на второй сезон.

## Сюжет
В Йосемитском национальном парке найден труп. Агент службы национальных парков Кайл Тернер принимается за расследование жестокого убийства.

## В ролях
- Эрик Бана — Кайл Тернер
- Сэм Нилл — Пол Сутер
- Уилсон Бетел — Шейн Магуайр
- Лили Сантьяго
- Розмари Деуитт
- Сара-Джуэл Хьюз

## Эпизоды
| № | Название                                      | Режиссёр      | Автор сценария          | Дата премьеры |
| - | --------------------------------------------- | ------------- | ----------------------- | ------------- |
| 1 | «Небесное событие» «A Celestial Event»        | Томас Безуча  | Марк Л. Смит, Элль Смит | 17 июля 2025  |
| 2 | «Джейн Доу» «Jane Doe»                        | Томас Безуча  | Марк Л. Смит, Элль Смит | 17 июля 2025  |
| 3 | «Эл-о'-вин» «El-o'-win»                       | Ник Мерфи     | Марк Л. Смит, Элль Смит | 17 июля 2025  |
| 4 | «Золотая лихорадка» «Gold Rush»               | Ник Мерфи     | Марк Л. Смит, Элль Смит | 17 июля 2025  |
| 5 | «Терции» «Terces»                             | Ниса Хардиман | Марк Л. Смит, Элль Смит | 17 июля 2025  |
| 6 | «Все следы ведут сюда» «All Trails Lead Here» | Ниса Хардиман | Марк Л. Смит, Элль Смит | 17 июля 2025  |

## Производство
В марте 2024 года стало известно, что компании Warner Bros. Television и John Wells Productions начали производство мини-сериала по сценарию Марка Л. Смита и Элль Смит. На главную роль был утверждён Эрик Бана.
В июне 2024 года к актёрскому составу присоединились Сэм Нилл, Лили Сантьяго, Розмари Деуитт и Уилсон Бетел.
Съёмки начались в Ванкувере (Британская Колумбия, Канада) в июне 2024 года. В августе 2024 года съёмки проходили в парке Чип-Керр в Порт-Муди.
Телесериал вышел на стриминговой платформе Netflix 17 июля 2025 года. Изначально задумывался как мини-сериал, однако 29 июля 2025 года был продлён на второй сезон.